# 青磁

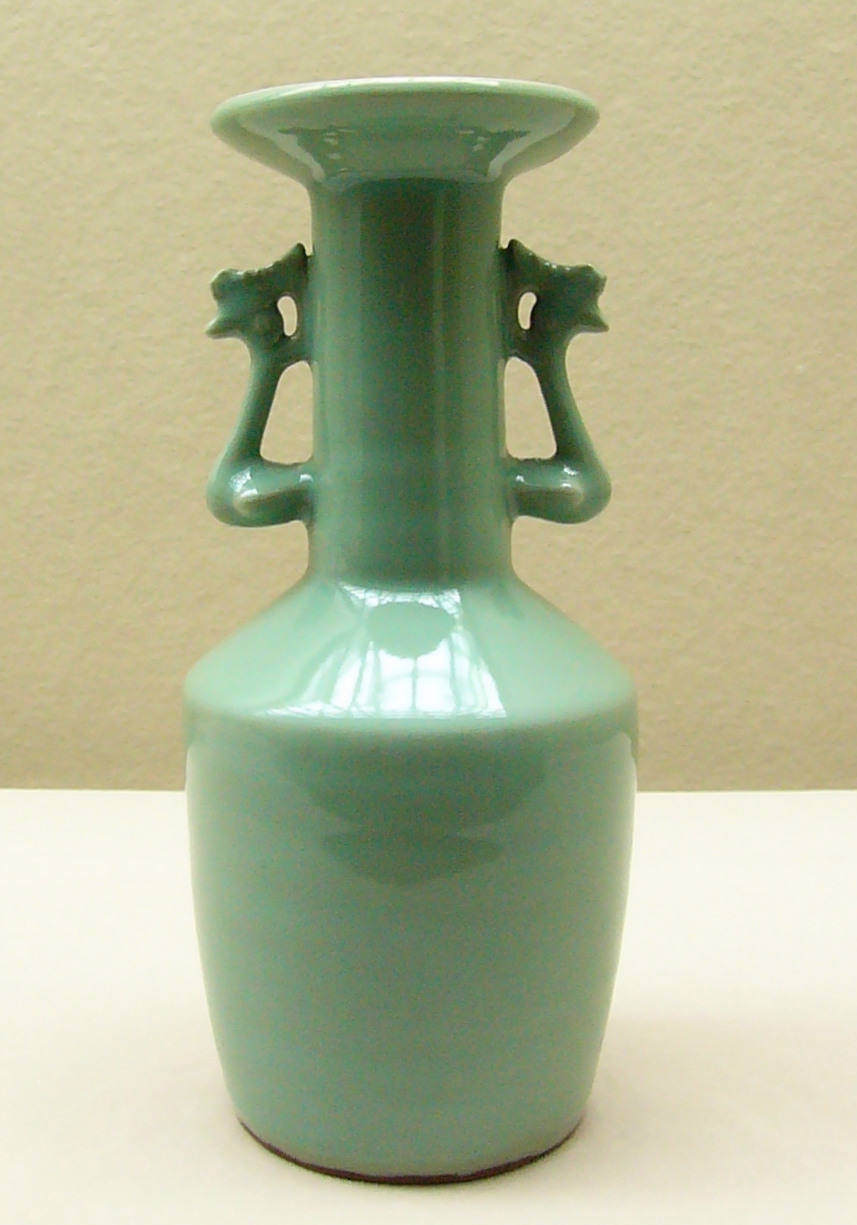
龍泉窯青磁、南宋

青磁（せいじ）とは、青磁釉を施した磁器 (Porcelain) または炻器 (Stoneware) のこと。
透明感のある青緑色の磁器で、紀元前14世紀頃の中国（殷）が起源とされる、後漢代に流行し以後次第に普及した。 製造技術は日本や高麗にも伝播した。
特徴的な青緑色は、釉薬や粘土に含まれる酸化第二鉄が、高温の還元焼成によって酸化第一鉄に変化する事で発色する。色艶は全く異なるが、酸化クロムの還元で発色させる物も青磁と呼ばれる。

## 青磁釉

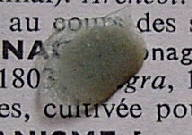
高麗青磁の薄片、5mm、透明性に注目

1200度以上で焼成される高火度釉で、植物灰を主成分とし、酸化第二鉄を含有する。ボディ(胎)から釉に拡散する鉄の寄与がある場合もある。焼成によって原料の酸化第二鉄を還元することで酸化第一鉄ができ、青～緑を発色した透明ガラスになる。還元の量と釉薬中に含まれる鉄分の量によって、黄色がかった緑から、空色まで発色が大きく変化する。
現在では石灰バリウム釉を基礎釉とし、珪酸鉄を着色剤として使用することで澄んだ青色を得ることができるが、本来の青磁は灰釉である。

## 焼成技術上の問題
古くは、発色の不安定さから同時に焼成した器のなかで不良品が出易かった（歩留まりが悪い）、製作技術の向上や窯の進歩により安定して良品が量産されるようになるのは晩唐以降になる。
焼く前にかける釉薬の厚さを厚くしないと（2～3ミリ程度）青が発色しないため、釉薬がはがれないように施す工夫や、厚い釉のため器が重くならないように、素地を薄く成形することもある。釉薬の厚みから時間をかけて美しい貫入が多く入る。

## 広義の青磁
「青磁」用語の例外的使用として、クロム青磁と米色(べいしょく)青磁がある。米色青磁は、釉薬等は還元焼成の青磁とほぼ同じだが、酸素(空気)を吹き込んだり電気窯の使用等で酸化焼成し、ウイスキー色の透明釉を生成する。
本来の米色青磁は還元焼成するはずのものが偶然、酸化焼成となり窯変したもので、常盤山文庫中国陶磁研究会では「米色」の命名の元となった南宋官窯の米色青磁は世界に4点しかないとしている。
クロム青磁は酸化鉄ではなく、酸化クロムの釉薬によって青緑から草色に発色させる。クロム青磁は、大量生産の安価な器物やタイルなどに明治以降使用された。

## 類似用語
青磁ではない青～緑色の陶磁器には、次のものがある。
緑釉鉛釉をベースにして、銅イオンによって発色する。800度程度で発色する低火度釉。
天青微量のコバルト（「呉須（ごす）」とも呼ばれる）を釉にいれて、空色に発色させたもの。
蘋果緑高温で焼成し、銅イオンで発色する緑色釉。アップルグリーン。
青釉アルカリ釉をベースにして、銅イオンで発色させた不透明低火度釉。明るい青に発色する。西アジア、エジプトなどで生産された。中国の出版物で青磁釉を「青釉」と呼ぶこともある。

## 歴史

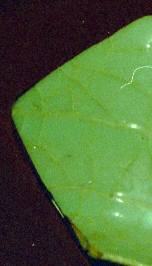
杭州の南宋時代の遺跡から発掘された青磁の破片の部分

中国で発達した陶磁器であり、日本、東南アジア、朝鮮半島にも伝播した。殷の時代に遡る灰釉から発展した。龍窯と呼ばれる単室の登り窯で焼成され、より効率のよい窯へ龍窯が発展するに伴って、良質な青磁が生産されるようになる。青磁と呼ぶことのできる釉が現れるのは、後漢～西晋時代の江南地方であり、越州窯（浙江省）の青磁が有名である。それ以前の灰釉と青磁釉の中間的な釉をもつ陶磁器を「原始青磁」「初期青磁」と呼ぶこともある。
唐代以後、青磁は多くの文人・知識人に愛されたが、その理由の一つに碧玉に近い色がある。碧玉は古代より君子が身に付けるものとされ、儒教においては徳の根源とされ尊重されていた。青磁は「假玉器（かぎょくき）」と称され、碧玉に近い色の青磁は貴族に宝器として受け入れられた。
また、晩唐に後に茶祖と称される陸羽が『茶経』(760) を著し、それに則った喫茶の習慣が流行した。『茶経』において陸羽は、浅黄色に抽出した煎茶を越州窯の青磁茶碗に淹れると茶の色が緑に映える、として貴んだ。宋代にかけての陸羽茶道の流行とともに、王侯や文人たちは青磁茶碗を買い求めた。
宋が華北（白色や茶、褐色などの赤系色の磁器が主）を失陥し青磁の産地だった江南へ中心が遷った南宋時代が最盛期で、耀州窯（陝西省）、南宋官窯（浙江省）や北宋後期官窯の汝窯（河南省）などが名窯として知られている。名窯程ではないが評判が高く生産量の多かった龍泉窯（浙江省）の物は秘色と呼ばれた、魏晋時代から明中期まで生産を続けているが、元以降は輸出用の容器に用いる大型製品が多くなり、良質の原料が枯渇し始める。著名な景徳鎮は宋代には主要な産地ではなかったが、白磁が好まれた元代以降隆盛となり、清代には磁器胎の白磁が生産されている。
高麗では、11世紀 - 14世紀に、宋から伝わった技術により朝鮮南部で青磁が作られた（高麗青磁）。
タイでは、14世紀 - 15世紀にスワンカーロク窯を中心に青磁が制作された。
日本の文献に青磁が最初に現れるのは、唐物の流入が盛んになった11世紀のことである。平安時代の遺構からも越州窯産の青磁器の出土例が多くあり、中でも茶碗が最も多い。鎌倉時代に日本でも茶の湯が広まり、安土桃山時代に渡り発展した。茶人達は茶道具を格付けすることを好んだが、中国産の青磁を砧、天龍寺、七官、珠光、人形手と分類した。中でも砧（きぬた）は最上格の名物であり、中国では「粉青釉龍泉青磁」と呼ばれている龍泉窯の「青秘」である。
また、侘び茶の始祖、村田珠光は下手物と呼ばれる青くならなかった灰黄色・褐色の青磁に価値を見出し愛用した。以来、珠光ゆかり・珠光好みの褐色の青磁は珠光青磁と呼ばれ、その弟子筋にあたる人々のあいだで名物として扱われた。
日本での青磁生産は、17世紀以降である。有田を中心とする磁器胎のもので色絵などと併用したものも多い。

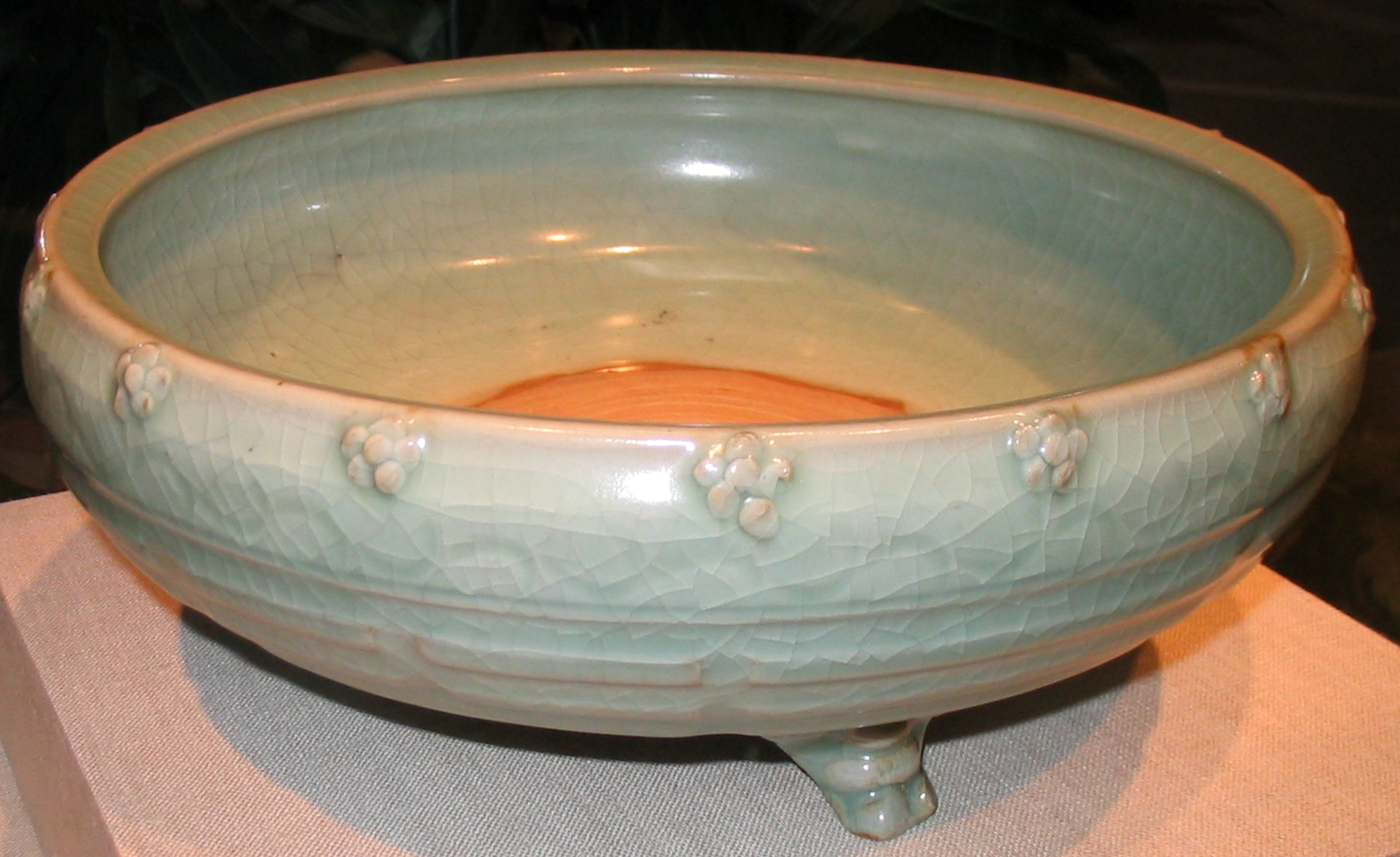
明代青磁
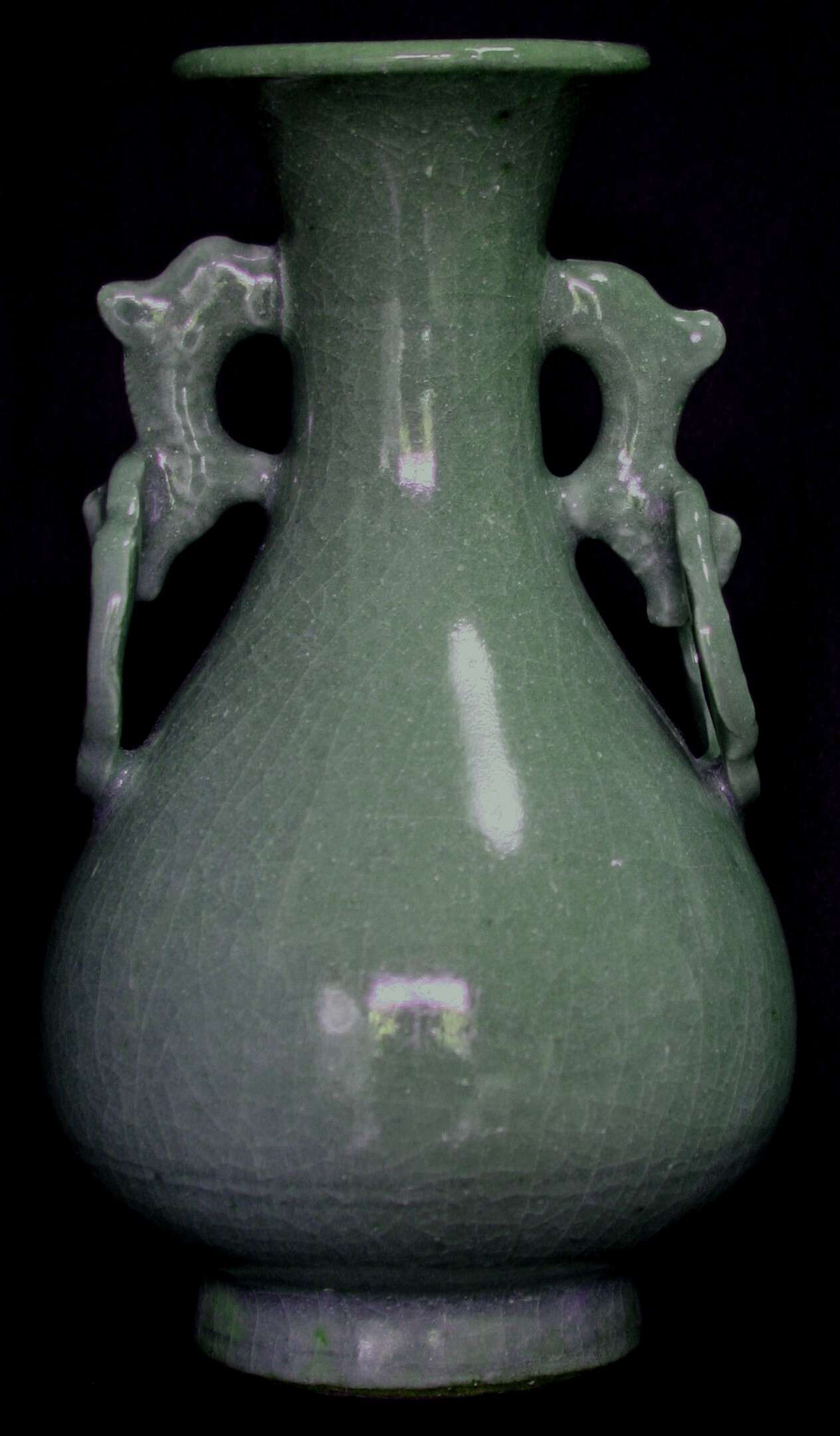
宋代青磁
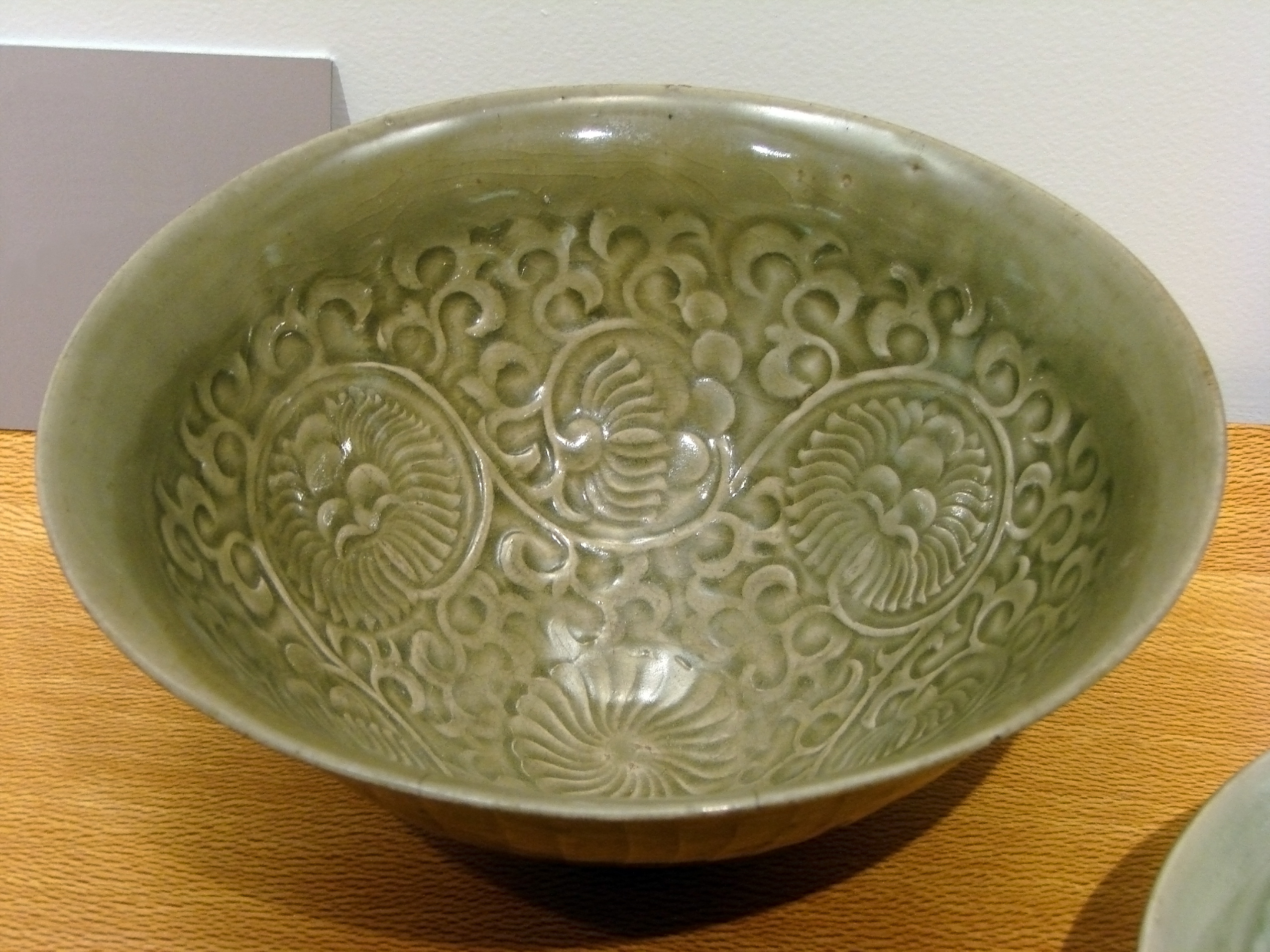
宋 耀州窯　腕
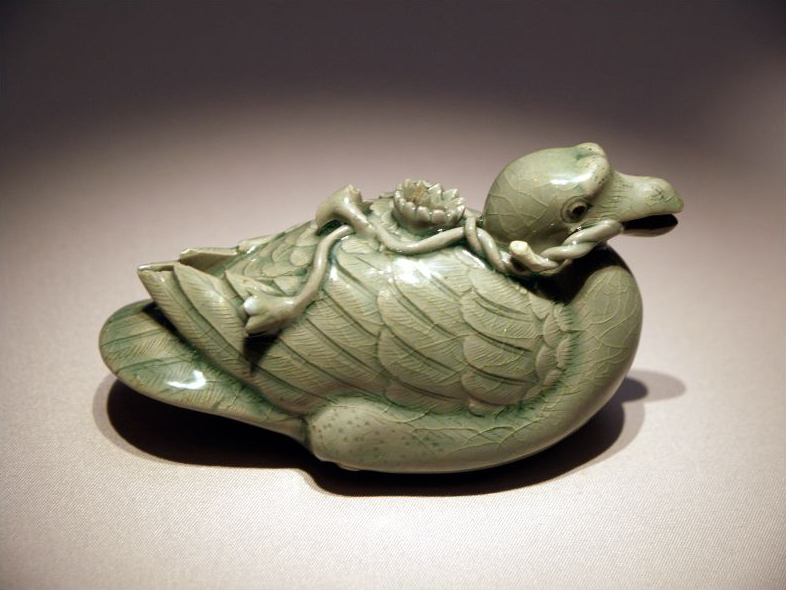
高麗青磁

## 文化
イスラム世界では、毒が盛られると変色すると信じられていた。

## 関連文献
- 朱琰、藍浦、許之衡、『陶鑑』、2009年、ISBN 978-7-229-01167-3
- 彭丹『中国と茶碗と日本と』小学館、2012年。ISBN 9784093882583。